# Аль-Джахани, Мухаммад
Моха́ммед а́ль-Джахани́ (араб. محمد الجهاني‎, англ. Mohammed al-Jahani; род. 28 сентября 1974, Саудовская Аравия) — саудовский футболист, защитник. Выступал за сборную Саудовской Аравии и клуб «Аль-Ахли» из Джидды. Участник чемпионата мира 1998 года и чемпионата мира 2002 года.

## Карьера

### Клубная
Профессиональную карьеру начал в 1997 году в клубе «Аль-Ахли» из Джидды, в котором играл вплоть до завершения карьеры игрока в 2006 году, выиграв за это время вместе с командой 2 раза Кубок наследного принца Саудовской Аравии, 2 раза Кубок Саудовской федерации футбола, 1 раз турнир принца Фейсала бин Фахада для арабских клубов и 1 раз Клубный кубок чемпионов Персидского залива.

### В сборной
В составе главной национальной сборной Саудовской Аравии выступал с 1996 по 2002 год. Участник чемпионата мира 1998 года и чемпионата мира 2002 года. Вместе с командой становился финалистом Кубка Азии в 2000 году, а также обладателем Кубка арабских наций и Кубка наций Персидского залива в 2002 году.

## Достижения

### Командные
- Финалист Кубка Азии: 2000
- Обладатель Кубка арабских наций: 2002
- Обладатель Кубка наций Персидского залива: 2002
- Обладатель Кубка наследного принца Саудовской Аравии (2): 1997/98, 2001/02
- Обладатель Кубка Саудовской федерации футбола (2): 2000/01, 2001/02
- Победитель турнира принца Фейсала бин Фахада для арабских клубов: 2001/02
- Обладатель Клубного кубка чемпионов Персидского залива: 2002